# Ben Crane
Benjamin McCully Crane (Portland, Oregon, 6 maart 1976) is een professioneel golfer uit de Verenigde Staten.

## Amateur
Al op 5-jarige leeftijd kreeg Ben golfles van zijn grootvader. Terwijl hij op de Beaverton High School zat speelde hij op de Portland Golf Club, waar Ben Hogan in 1945 het Portland Open won. In 1994 ging hij naar het Christian College in Texas en daarna studeerde hij aan de Universiteit van Oregon.

## Professional
Ben Crane werd in 1999 professional. In het begin speelde hij op de Nationwide Tour, waar hij twee overwinningen behaalde, maar in 2002 haalde hij zijn spelerskaart voor de Amerikaanse PGA Tour. In 2003 kwam de eerste overwinning al.
In 2007 kreeg Crane problemen met zijn rug en moest rust houden. In 2008 mocht hij proberen zijn spelerskaart van 2007 te behouden. Hij eindigde op de 64ste plaats van de Order of Merit en behield zijn kaart voor 2009. 
Begin 2010 won hij het Farmers Insurance Open, dus zijn speelrecht is nu automatisch verlengd. 
Crane staat erom bekend dat hij erg langzaam speelt, hetgeen hem de bijnaam van Mr Slow Play heeft gegeven. Het levert extra controles op, waarbij de referee de tijd opneemt, wat vervelend voor zijn medespelers is, en enkele keren is hem een boete opgelegd. 
Crane woont met zijn vrouw en dochter Elin in Texas.

## Prestaties

### Amateur
- 1998: Pacific Coast Amateur

### Professional
Amerikaanse PGA Tour
| Nr. | Datum           | Toernooi                          | Score           | Score | Info                             |
| --- | --------------- | --------------------------------- | --------------- | ----- | -------------------------------- |
| 1   | 6 april 2003    | BellSouth Classic                 | 73-73-64-63=272 | –16   |                                  |
| 2   | 24 juli 2005    | US Bank Championship in Milwaukee | 62-65-64-69=260 | –20   |                                  |
| 3   | 31 januari 2010 | Farmers Insurance Open            | 65-71-69-70=275 | –13   |                                  |
| 4   | 16 oktober 2011 | McGladrey Classic                 | 65-70-67-63=265 | –15   | Won de play-off van Webb Simpson |
| 5   | 8 juni 2014     | FedEx St. Jude Classic            | 63-65-69-73=270 | –10   |                                  |

Aziatische PGA Tour
| Nr. | Datum           | Toernooi                           | Score           | Score | Info |
| --- | --------------- | ---------------------------------- | --------------- | ----- | ---- |
| 1   | 31 oktober 2010 | CIMB Asia Pacific Classic Malaysia | 67-64-66-69=266 | –18   |      |

Nationwide Tour
| Nr. | Datum           | Toernooi             | Score           | Score | Info                                           |
| --- | --------------- | -------------------- | --------------- | ----- | ---------------------------------------------- |
| 1   | 23 juli 2000    | BUY.COM Wichita Open | 67-63-66-67=263 | –25   |                                                |
| 2   | 14 oktober 2001 | Gila River Classic   | 63-66-64-68=271 | –23   | Won de play-off van Jason Caron en Bo Van Pelt |